# Димитриос Лалас
Димитриос Стерьос Лалас (на гръцки: Δημήτριος Στέργιος Λάλ(λ)ας) е виден гръцки пианист и композитор от XIX – XX век, ученик на Рихард Вагнер.

## Биография
Роден е в 1848 година в битолското влашко село Магарево, тогава в Османската империя. Учи в Битоля, Солун и Атина. Продължава музикалното си обучение в Женева (1865 г.), Виена и Мюнхен (1868). Сприятелява се с Вагнер и става негов любим ученик. Лалас помага при първото поставяне на „Пръстенът на Нибелунгите“ в 1876 година. Става известен като композитор на детски песни.